# 코덱스 바티카누스

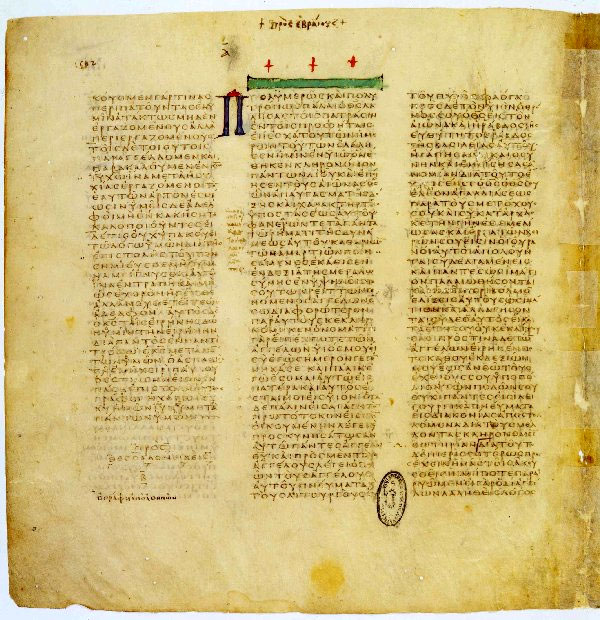
코덱스 바티카누스의 페이지.

코덱스 바티카누스(영어: Codex Vaticanus) 또는 바티칸 사본은 신구약 성경을 통틀어 가장 오래된 그리스어 성경 사본 가운데 하나이자 네 개의 대 언셜 사본(great uncial codices) 가운데 하나이다.
이 코덱스는 적어도 15세기 이후로 보관되어 온 바티칸 도서관에서 이름을 딴 것이다. 759개 잎의 벨럼 위에 언셜 문자로 쓰였으며 고문자학적으로는 4세기로 거슬러 올라간다.

## 참조
1. ↑  Bruce M. Metzger, Bart D. Ehrman, "The Text of the New Testament: Its Transmission, Corruption and Restoration", Oxford University Press (New York – Oxford, 2005), p. 68.
2. ↑  Metzger, Bruce M.; Bart D. Ehrman (2005). 《The Text of the New Testament: Its Transmission, Corruption and Restoration》. New York – Oxford: Oxford University Press. 67쪽. ISBN 978-0-19-516122-9.
3. ↑  Aland, Kurt; Barbara Aland (1995). 《The Text of the New Testament: An Introduction to the Critical Editions and to the Theory and Practice of Modern Textual Criticism, trans. Erroll F. Rhodes》. Grand Rapids, Michigan: William B. Eerdmans Publishing Company. 109쪽. ISBN 978-0-8028-4098-1.

## 같이 보기
- 코덱스 시나이티쿠스